# علی نشاط

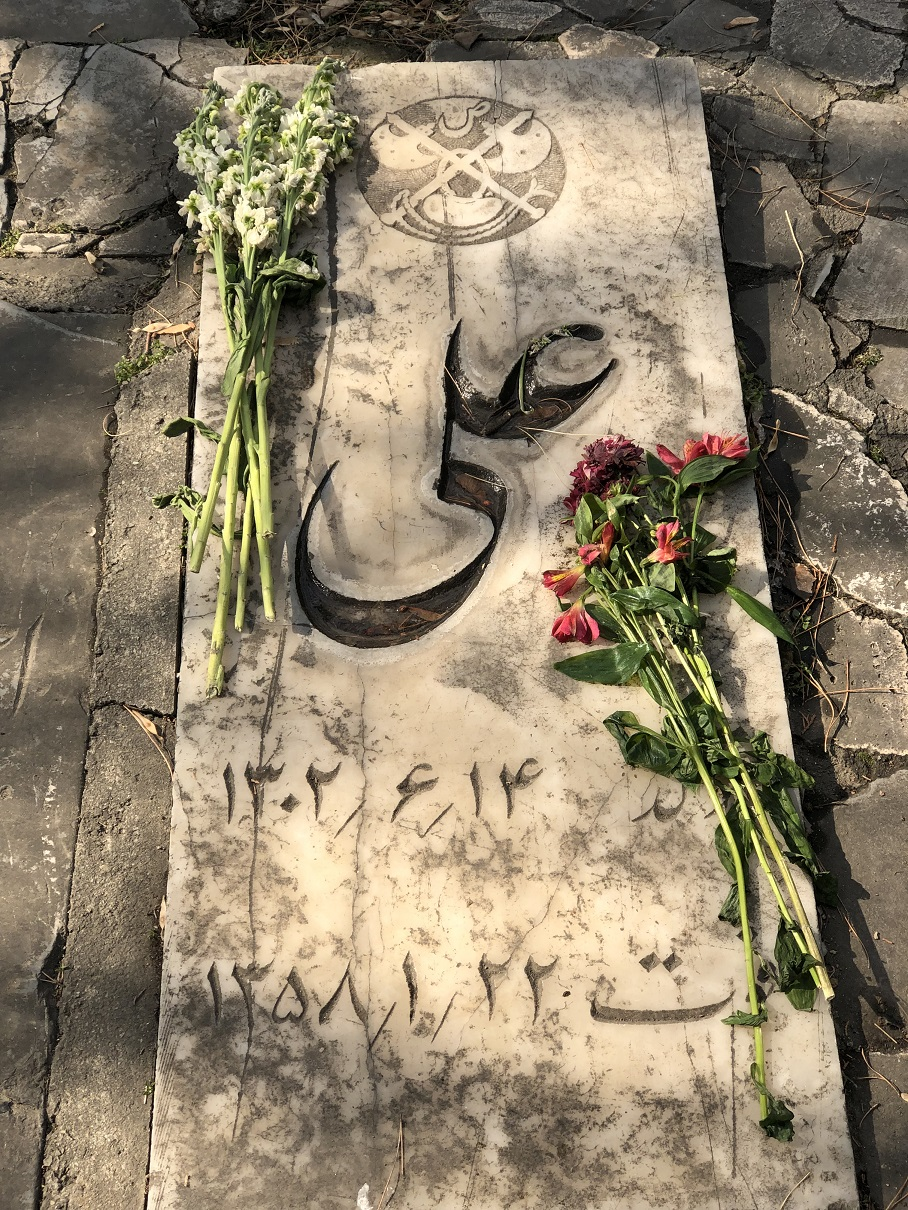
مزار منسوب به سرلشکر علی نشاط.

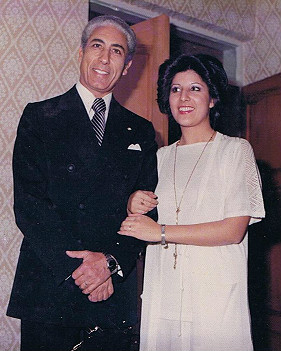
بهدخت و پدرش سرلشکر علی نشاط

علی نشاط (زاده ۱۴ شهریور ۱۳۰۲ در تهران – درگذشته ۲۲ فروردین ۱۳۵۸ در تهران) سرلشکر نیروی زمینی شاهنشاهی و آخرین فرمانده گارد جاویدان در دوران محمدرضا پهلوی بود. وی از فرزندان نشاط اصفهانی (معتمدالدوله) بود. سرلشکر نشاط از دانش‌آموختگان دبیرستان نظام و دانشگاه افسری بود.

## زندگی
علی نشاط از جمله فرماندهانی بود که در جریان وقایع انقلاب ۱۳۵۷، هنگام بازگشت سید روح‌الله خمینی به ایران، فرودگاه بین‌المللی مهرآباد را بر روی او بست. وی همچنین پس از خروج محمدرضا پهلوی در ۲۶ دی ماه ۵۷ و تضعیف شدید سلسله مراتب فرماندهی در نیروهای مسلح و فرار روزافزون پرسنل، به ابتکار عبدالعلی بدره‌ای فرمانده وقت نیروی زمینی ارتش شاهنشاهی در صبح ۴ بهمن ۱۳۵۷ در هوای برفی تعداد محدوی از واحدهای لشکر پیاده گارد شاهنشاهی و گردان تانک گارد جاویدان در منطقه لویزان اقدام به برگزاری مانوری محدود با هدف نمایش اقتدار و تسلط ارتش و فرماندهان بر امور در حضور خبرنگاران رسانه‌های داخلی و خارجی کردند. به گفتهٔ دخترش، او فردی مسلمان و از باورمندان پیامبری محمد و امامت علی بن ابی‌طالب بود.

## همکاری با انقلابیون
به گفته ارتشبد عباس قره‌باغی سرلشکر نشاط فرمانده گارد جاویدان (که قبلا با انقلابیون اتحاد کرده بود) در ۲۱ بهمن در پاسخ به اعلام نیاز بدره‌ای برای استفاده از نیروهای گارد جاویدان موافقت نمیکند و میگوید آنها ماموریت ویژه دارند و این درخواست برخلاف اوامر اعلیحضرت است. درصورتیکه بعدا معلوم شد مسئله برخلاف اوامر اعلیحضرت نبوده بلکه در راستای اعلام همبستگی او با انقلابیون بوده است در نوار رادیویی که به سرلشکر نشاط منتسب است وی ضمن معرفی خود، «همبستگی کامل گارد جاویدان را با انقلابیون و تبعیت از فرمان بی‌طرفی ارتش» را اعلام می‌دارد.

## دستگیری و اعدام
پس از پیروزی انقلاب سرلشکر نشاط به اتهام فساد و خیانت در دادگاه‌های انقلاب اسلامی محکوم و در تاریخ ۲۲ فروردین ۱۳۵۸ در زندان قصر اعدام گردید. محل دفن وی در گورستان ظهیرالدوله می‌باشد.